# Accadde al commissariato
Pour plus de détails, voir Fiche technique et Distribution.
Accadde al commissariato (traduction littérale : « C'est arrivé au commisariat ») est un film italien réalisé par Giorgio Simonelli et sorti en 1954.

## Synopsis
La scène se déroule à Rome dans un commissariat de police, théâtre pendant vingt-quatre heures de faits usuels comme des disputes, crises de ménage, enfants abandonnés et outrages qui animent la vie du bureau et entravent les projets du commissaire, qui voudrait trouver le temps de se consacrer à sa nouvelle voiture Fiat 1100-103 et la montrer à son épouse.

## Fiche technique
- Titre : Accadde al commissariato
- Réalisateur : Giorgio Simonelli
- Scénario : Felice Zappulla, Giovanni Grimaldi, Ruggero Maccari, Ettore Scola, Vincenzo Talarico
- Producteur : Felice Zappulla
- Musique : Carlo Innocenzi
- Photographie :	Renato Del Frate
- Montage : Nino Baragli
- Production : Fortunia Film
- Distribution :	Titanus
- Durée : 98 minutes
- Pays de production :  Italie
- Langue : Italien
- Sortie en Italie : 6 octobre 1954

## Distribution
- Nino Taranto : Commissaire
- Alberto Sordi : Alberto Tadini
- Walter Chiari a: Luigi Giovetti
- Lucia Bosé : Stefania Rocca, épouse de Luigi
- Riccardo Billi : Riccardo
- Mario Riva
- Carlo Dapporto : Antonio Badimenti
- Lauretta Masiero : Silvana Moretti
- Mara Berni : Arnalda Bazzini
- Turi Pandolfini
- Carlo Romano
- Anna Campori
- Alberto Sorrentino
- Pietro Carloni
- Mario Abbate